# Styloctetor okhotensis
Styloctetor okhotensis là một loài nhện trong họ Linyphiidae.
Loài này thuộc chi Styloctetor. Styloctetor okhotensis được Kirill Yuryevich Eskov miêu tả năm 1993.